# Strandzesdaagse
Strandzesdaagse (auch: Strand6daagse) heißt eine traditionelle sechstägige Wander- und Campingtour in den Niederlanden, welche die Wanderer am Strand entlang von Hoek van Holland in der Provinz Südholland nach Den Helder in Nordholland führt. Seit 1959 wird diese Tour von 140 Kilometern jedes Jahr in der letzten Juliwoche organisiert und findet auch in den landesweiten Medien Beachtung.
An drei Tagen werden jeweils rund 30 km gelaufen, zweimal um die 20 km und am letzten Tag noch etwas mehr als 10 km. Übernachtet wird in Wassenaar, Noordwijk, Velsen-Noord, Egmond aan Zee und Callantsoog. Ihr Gepäck müssen die Teilnehmer dabei nicht selber tragen. Zelte und sonstiges Gepäck werden jeden Morgen durch die Organisatoren zum nächsten Campingplatz transportiert. Die Veranstalter kümmern sich darüber hinaus um Kaffee und Tee, warme Mahlzeiten, Frühstücks- und Lunchpakete sowie Obst.
Neben dem Wandern ist es das Campen, was die Strandzesdaagse zu einem sportlichen Ereignis macht. Es wird bei jedem Wetter ausschließlich in den mitgebrachten Zelten übernachtet. Die Campinggelände werden von Gemeinden und Vereinigungen zur Verfügung eingerichtet und dürfen nur durch die Teilnehmer genutzt werden. Auch sanitäre Einrichtungen und Waschgelegenheiten werden gestellt.
Aus organisatorischen Gründen ist die maximale Teilnehmerzahl 1000 Personen, auch wenn das Interesse jedes Jahr zunimmt. Die Anmeldung beginnt jeweils am ersten November des Vorjahres.
Begründer der Strandzesdaagse war der Politiker Henk Horsman aus Den Helder.